# Sint-Maartensdijk

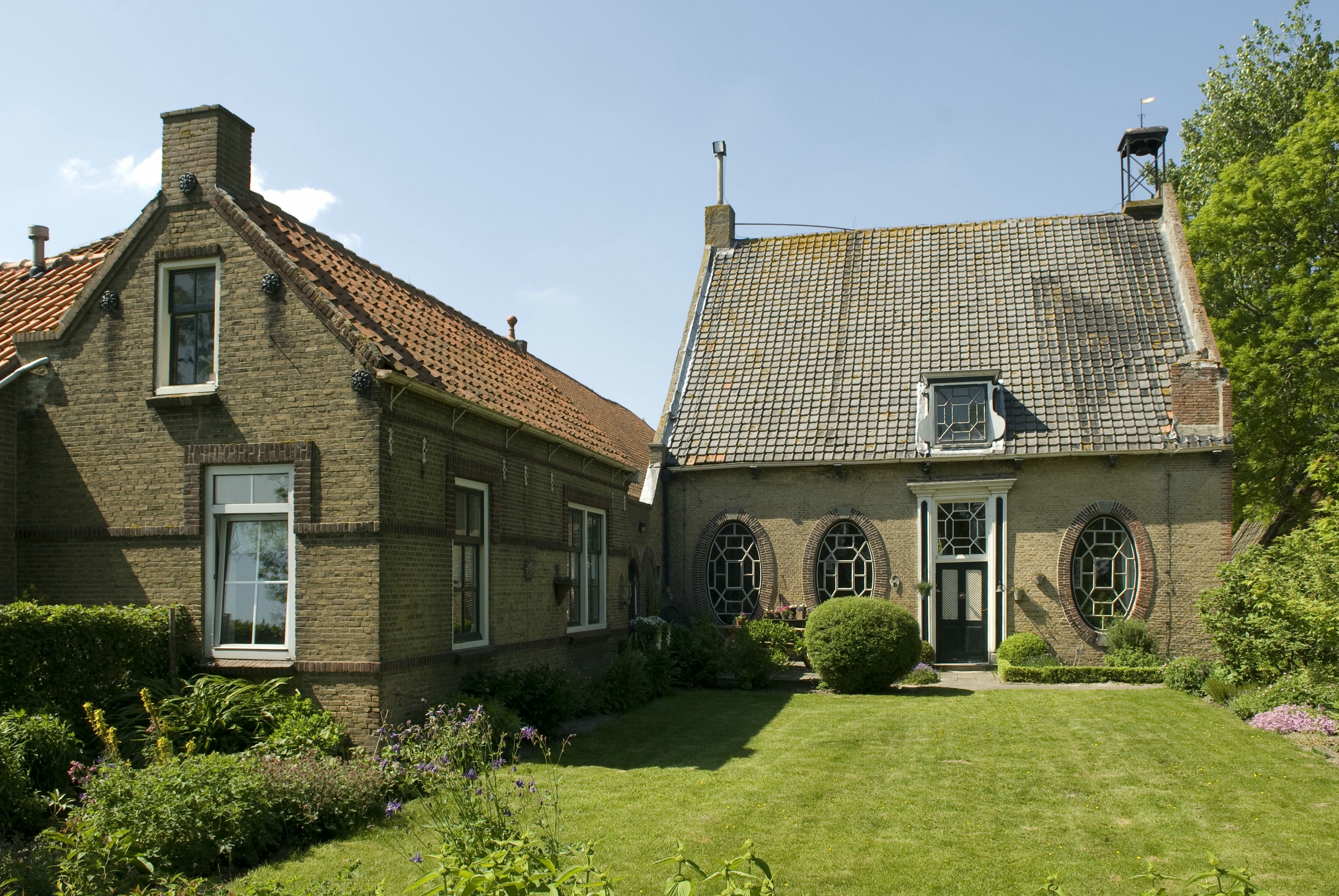
Sint-Maartesndijk: il Reijgersburgh, edificio classificato come rijksmonument

Sint-Maartensdijk (in zelandese: Smerdiek;  3.600 ab. ca.) è una località della costa sud-occidentale dei Paesi Bassi, facente parte della provincia della Zelanda e situata nella penisola (ed ex-isola) di Tholen, dove si affaccia sulla Schelda orientale (Oosterschelde). Dal punto di vista amministrativo, si tratta di un ex-comune, accorpato dal 1971 alla municipalità di Tholen.
La cittadina, un tempo "capoluogo" di Tholen, è storicamente legata alla nobile famiglia dei Van Borssele.

## Etimologia
Il nome della località deriva da quello di San Martino di Tours.

## Geografia fisica

### Collocazione
Sint-Maartensdijk si trova nella parte sud-occidentale della penisola (ed ex-isola) di Tholen, a sud di Sint-Annaland e ad ovest della cittadina di Tholen e di fronte alla cittadina di Yerseke (che si trova sulla sponda opposta dell'Oosterschelde).

### Suddivisione amministrativa

#### Buurtschappen
- Molenwerf[3]

## Società

### Evoluzione demografica
Al censimento del 2011, Sint-Maartensdijk contava una popolazione pari a 3.608 abitanti.

## Stemma
Lo stemma di Sint-Maartensdijk presenta uno sfondo dorato con un coniglio in argento che salta.

## Edifici e luoghi d'interesse

### Markt
Sul markt (piazza principale) si affacciano edifici risalenti al XVI-XVII secolo.
Tra questi vi è l'ex-municipio, eretto nel 1628 e modificato nel corso dei secoli.

### NH Kerk
Altro edificio di interesse è la NH Kerk, una chiesa eretta intorno al 1400 e successivamente ampliata.
Nella chiesa sono conservate le spoglie di Floris van Borssele e di sua moglie.

### Reijgersburgh
Altro edificio d'interesse è il Reijgersburgh, una fattoria risalente forse al XVII secolo.

### Mulino De Hoop
A nord del villaggio, lungo la Bleekveldweg, si trova il mulino De Hoop, un mulino a vento risalente al 1847.

### Mulino De Nijverheid
Sempre a nord del villaggio si trova anche il mulino A nord del villaggio si trova il mulino De Hoop, un mulino a vento risalente al 1868.

## Sport
- SV Smerdiek, squadra di calcio[11]
- KV Emergo, squadra di pallacanestro[12]